# Splash : Le Grand Plongeon
Splash : Le Grand Plongeon est une émission de télévision française produite par TF1 Production, et diffusée en direct sur TF1 du 8 février 2013 au 22 février 2013 à 20 h 50. Il s'agit d'une adaptation d'une émission néerlandaise dont le concept a été nommé Celebrity Splash dans divers pays. La version québécoise, produite par LP8 Média, s'intitule Le Grand Saut.

## Principe
Proche de l'émission Danse avec les stars, l'émission Splash est souvent renommée Plonge avec les stars. En effet, le principe est quasiment le même bien que la règle principale diffère. Si dans Danse avec les stars, les célébrités se jettent sur la piste pour danser devant l’œil avisé d'un jury d'experts, dans Splash, les célébrités se jetteront plutôt dans l'eau pour faire le meilleur plongeon possible, là aussi sous l'œil d'experts incontournables de la natation française et internationale.

## Participants

### Animateurs
L'émission est animée par un trio d'animateurs : Estelle Denis, accompagnée de Julie Taton et de Gérard Vives.

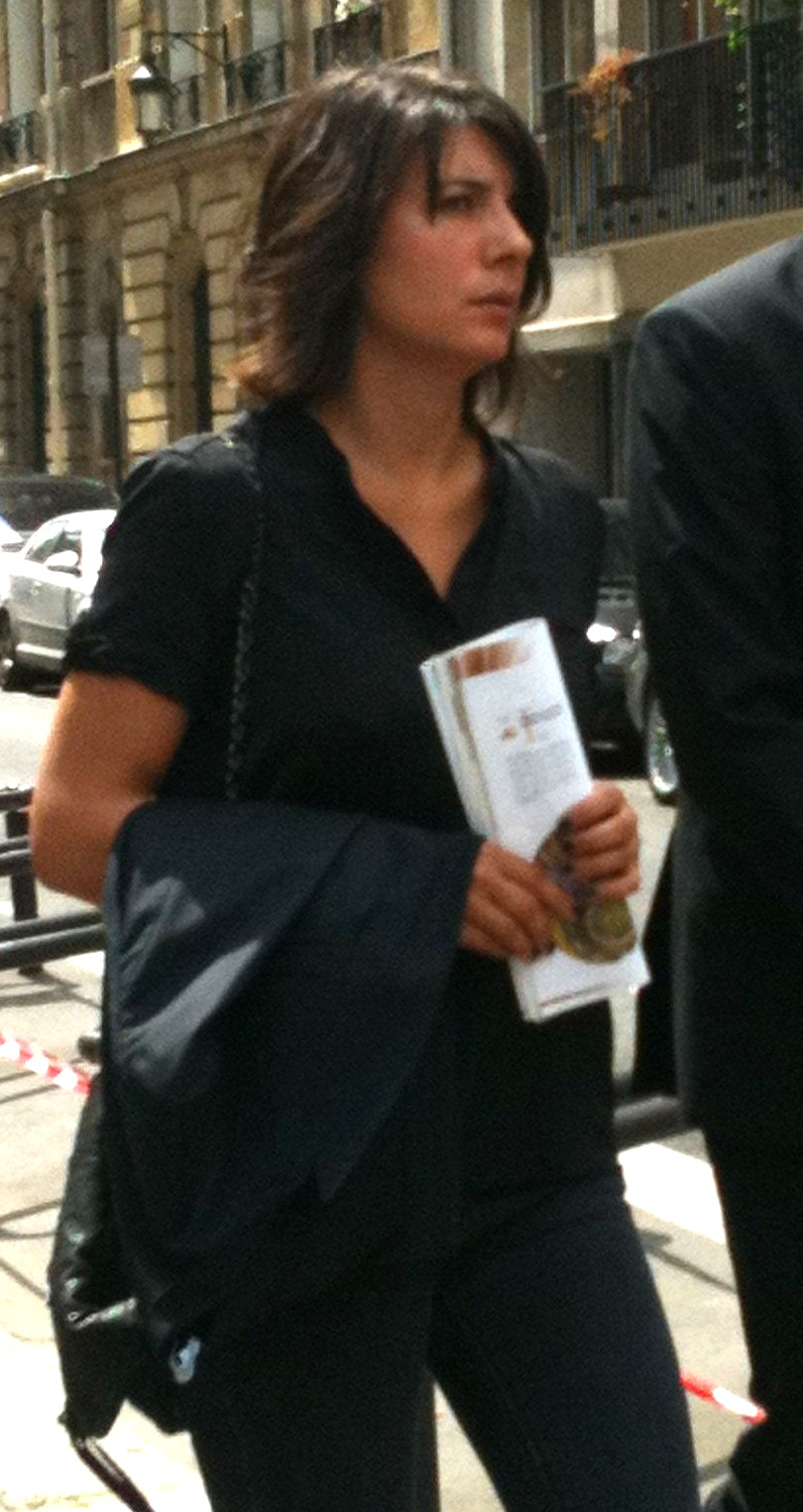
Estelle Denis
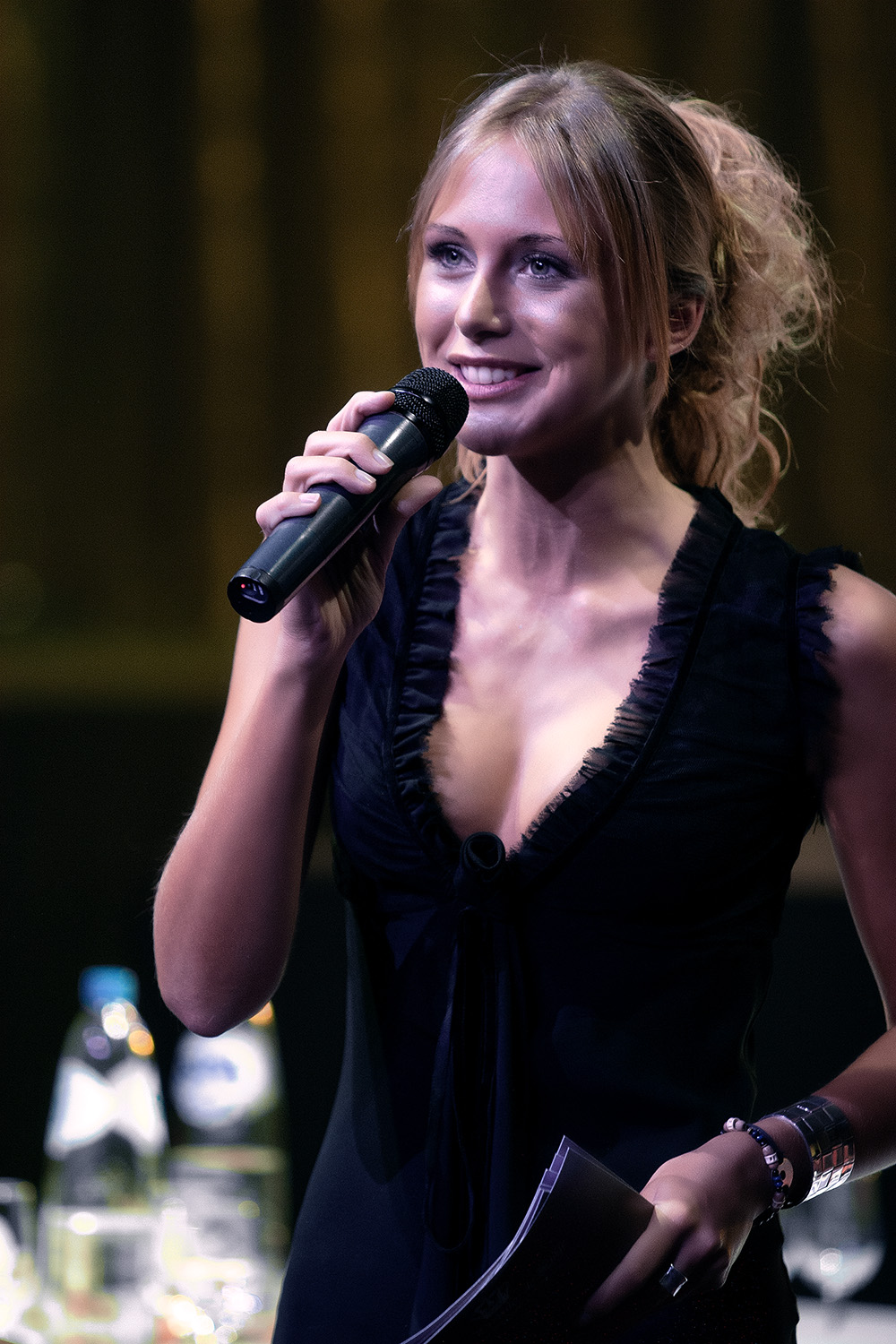
Julie Taton
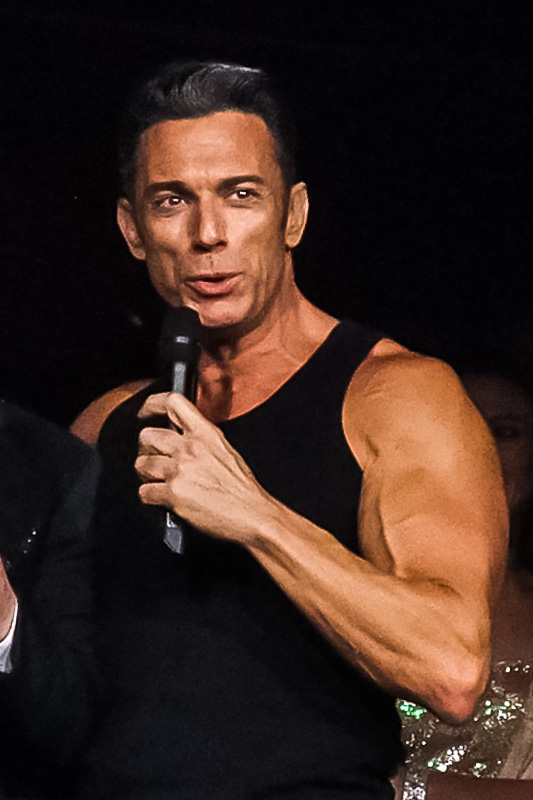
Gérard Vives

### Jury
Le jury de la saison 1 se compose de 4 jurés :
- Grégory Couratier, juge international de plongeon reconnu par la Fédération internationale de natation[3], la Ligue européenne de natation[4] et le ministère de la Jeunesse et des Sports français[5];
- Muriel Hermine, ancienne nageuse synchronisée française, médaillée de bronze aux Championnats du monde de natation 1986 ;
- Taïg Khris, champion du monde de roller agressif ;
- Laure Manaudou, ancienne nageuse française, médaillée d'or, d'argent et de bronze aux Jeux olympiques d'été de 2004.

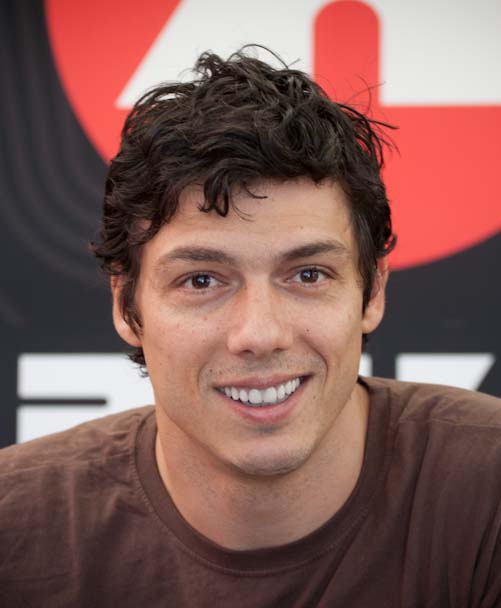
Taïg Khris
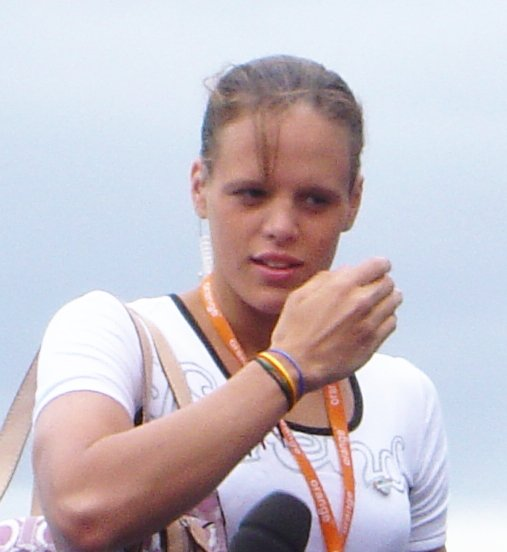
Laure Manaudou

### Entraîneurs
Les plongeurs et plongeuses sont entourés de plusieurs entraîneurs dont Fanny Aron, Aurélien Bonnaud, Alexis Coquet, Audrey Labeau, Hassan Mouti et Cyrille Oumedjkane.

## Saisons, candidats et palmarès

### Saison 1 (2013)
La première saison est diffusée du 8 février au 22 février 2013 en direct sur TF1. Elle oppose les 16 célébrités suivantes :
| Personnalité         | Âge    | Occupation                                                                               | Classement |
| -------------------- | ------ | ---------------------------------------------------------------------------------------- | ---------- |
| Clément Lefert       | 26 ans | Médaillé d'or du relais 4 × 100 mètres nage libre aux JO de Londres                      | 1er        |
| Christian Califano   | 41 ans | Ancien rugbyman                                                                          | 2e         |
| Jackson Richardson   | 44 ans | Ancien capitaine de l'équipe de France de handball masculin                              | 3e         |
| Laury Thilleman      | 22 ans | Miss France 2011, journaliste et animatrice                                              | 4e         |
| Nadège Lacroix       | 26 ans | Gagnante de Secret Story 6                                                               | 5e         |
| Keen'V               | 30 ans | Chanteur français                                                                        | 6e         |
| Christophe Beaugrand | 36 ans | Journaliste et animateur sur TF1 et NT1                                                  | 7e         |
| Gégé                 | 67 ans | Candidat à Koh-Lanta 11                                                                  | 8e         |
| Jennifer Lauret      | 33 ans | Actrice française                                                                        | 9e         |
| Golan Yosef          | 28 ans | Danseur, incarne Dracula dans la comédie musicale Dracula, l'amour plus fort que la mort | 10e        |
| Katrina Patchett     | 26 ans | Danseuse professionnelle de l'émission Danse avec les stars                              | 11e        |
| Jean-Pascal Lacoste  | 34 ans | Chanteur, acteur, animateur de télévision, participant de la Star Academy 1              | 12e        |
| Jean-Luc Lahaye      | 60 ans | Chanteur et présentateur                                                                 | 13e        |
| Sheryfa Luna         | 24 ans | Chanteuse française, gagnante de la quatrième édition de Popstars                        | 14e        |
| Danièle Évenou       | 70 ans | Comédienne française                                                                     | 15e        |
| Ève Angeli           | 32 ans | Chanteuse française                                                                      | 16e        |

Candidats de la saison 1
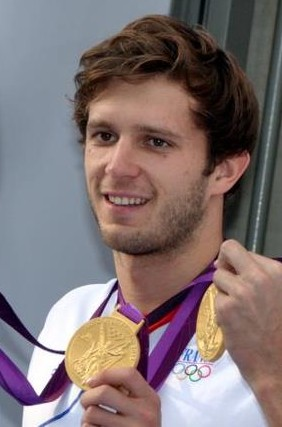
Clément Lefert
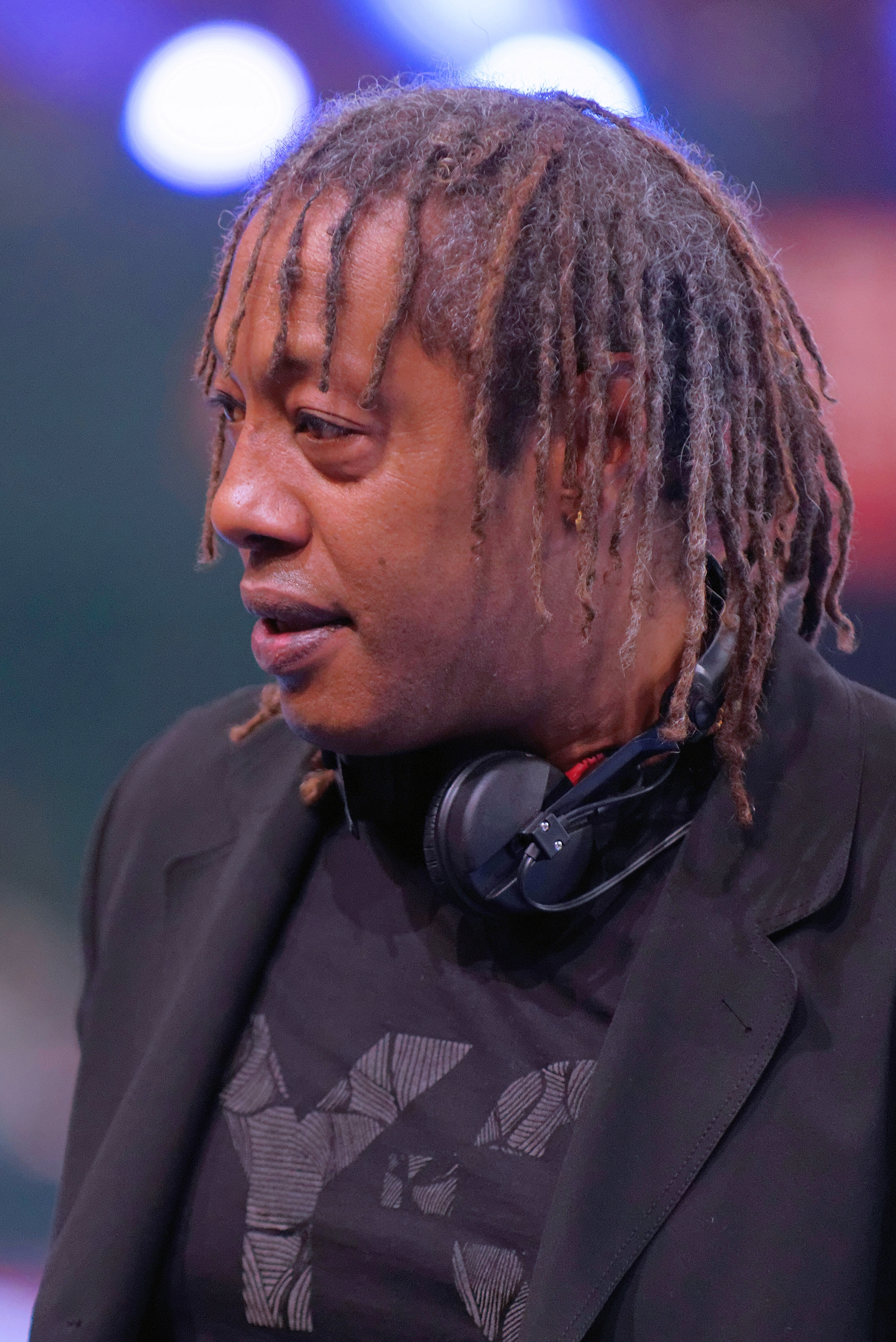
Jackson Richardson
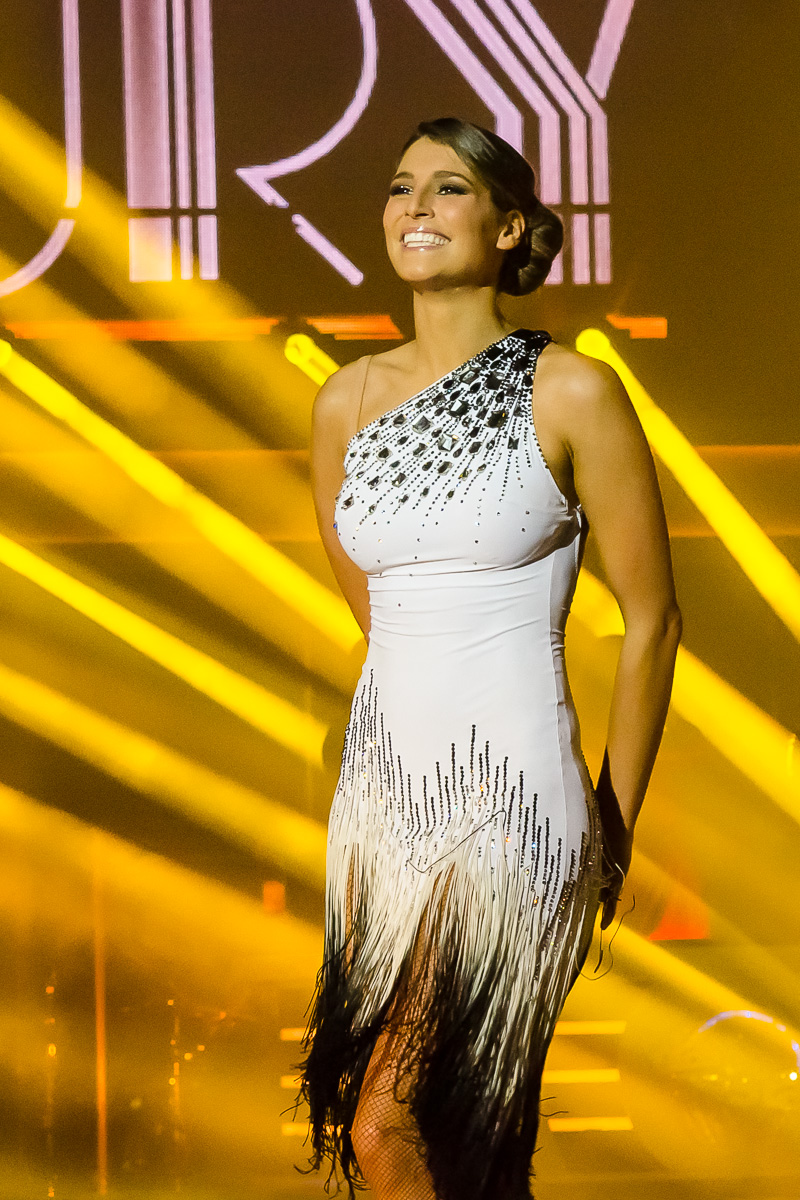
Laury Thilleman
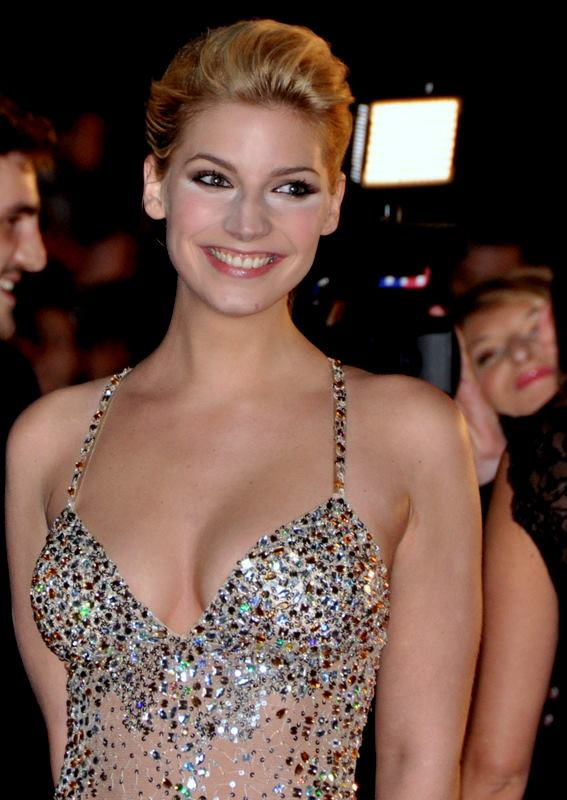
Nadège Lacroix
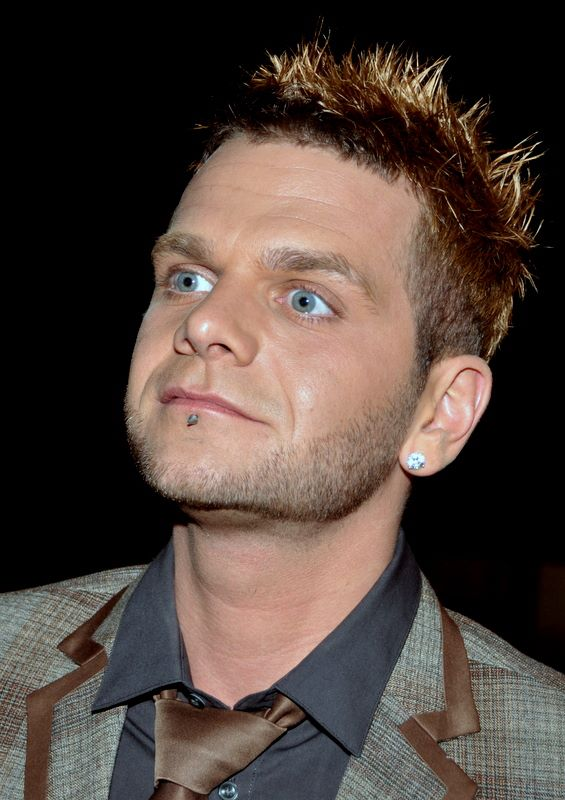
Keen'V
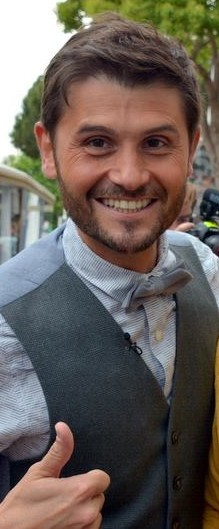
Christophe Beaugrand
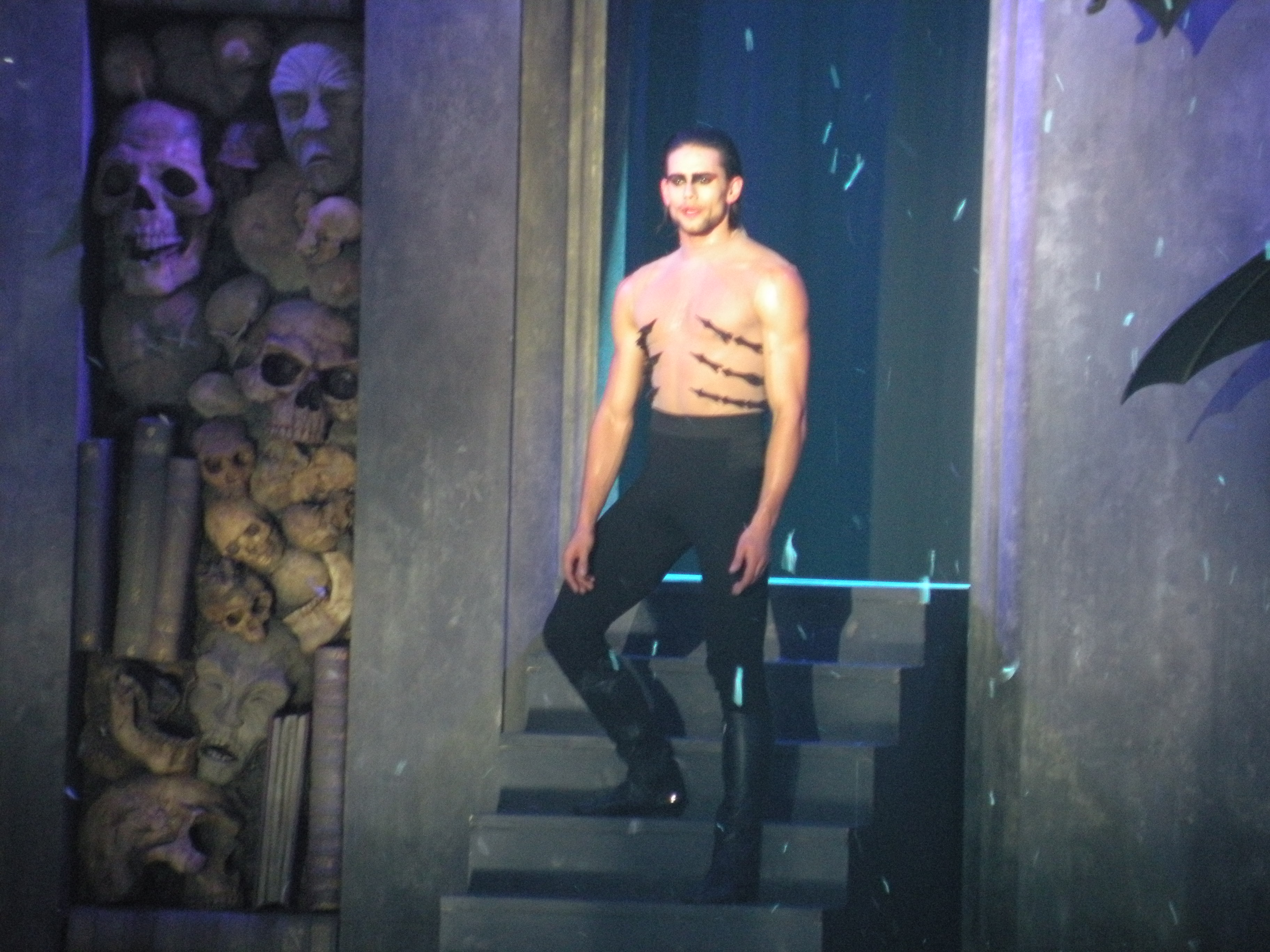
Golan Yosef
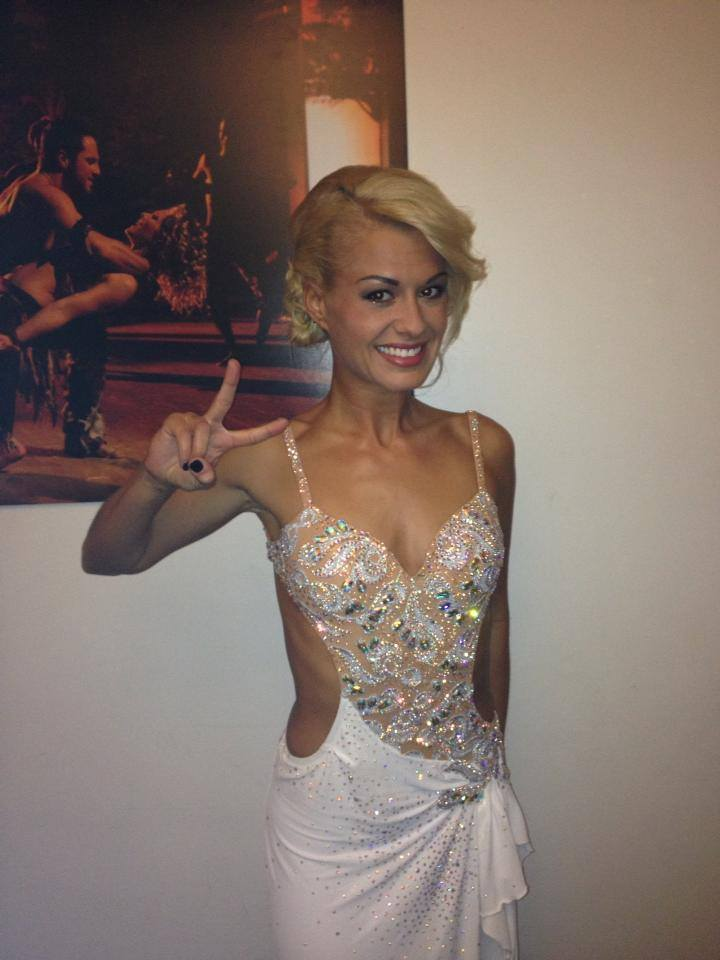
Katrina Patchett
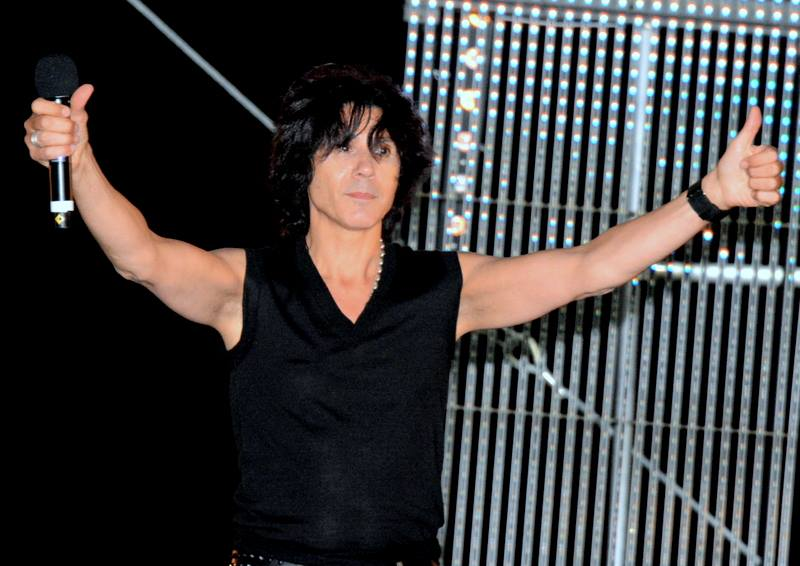
Jean-Luc Lahaye
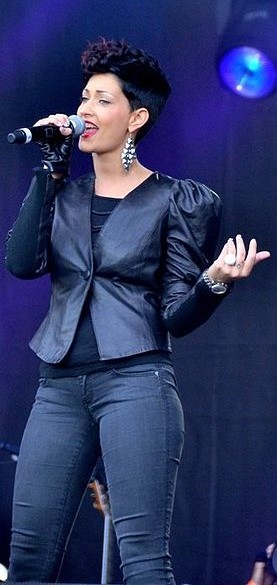
Sheryfa Luna
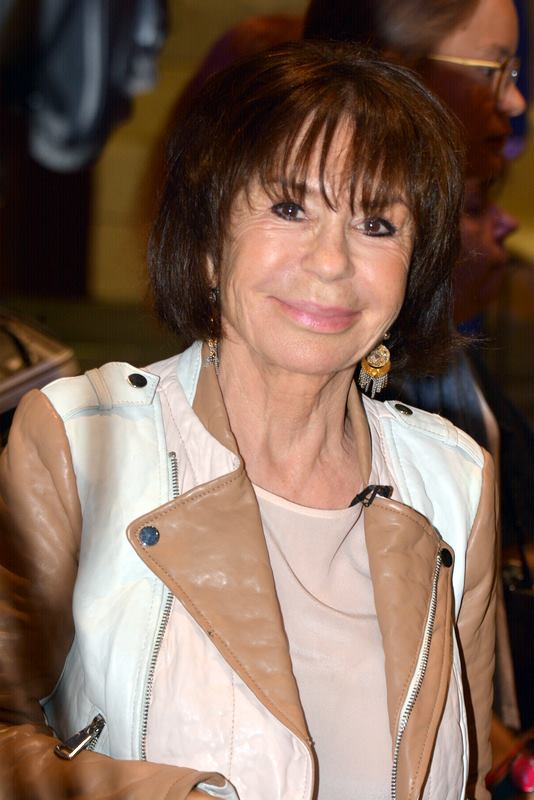
Danièle Évenou
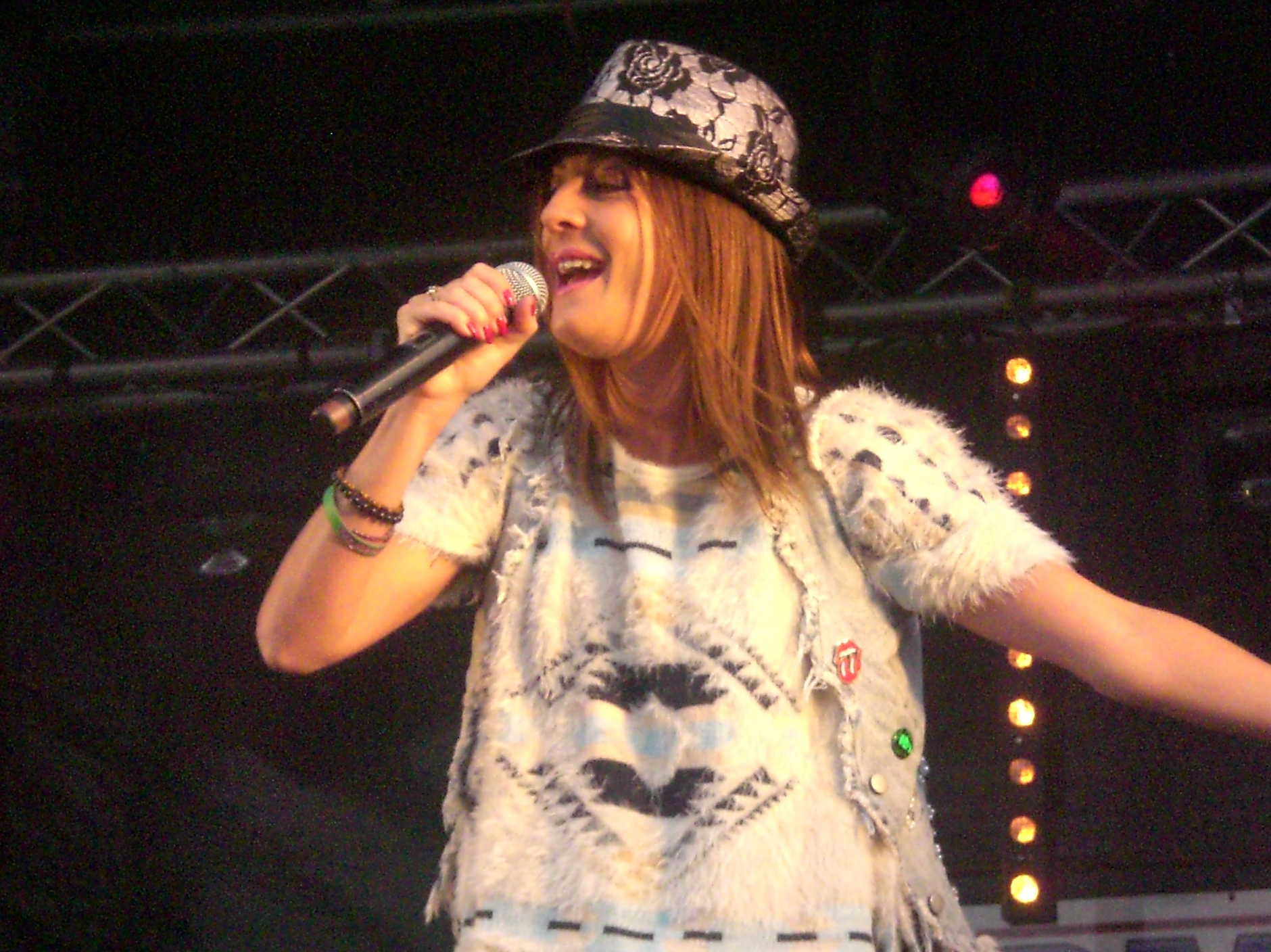
Ève Angeli

Initialement, la chanteuse et actrice Princess Erika, le comédien Patrick Puydebat et le chroniqueur Steevy Boulay devaient participer au casting. Ils sont contraints d'annuler leur participation (agenda chargé pour elle, et accidents pendant l'entraînement pour les deux autres,). Ils sont remplacés par Katrina Patchett surtout connue en France comme danseuse dans l'émission Danse avec les stars sur la même chaîne, Keen'V et Christophe Beaugrand.

### Saison 2
Le 27 février 2013, le directeur de TF1 a annoncé le renouvellement de l'émission pour une deuxième saison , mais aucune confirmation n'a depuis été apportée. Le départ d'Estelle Denis du groupe TF1, semble donc avoir entre autres, définitivement sonné le glas de l'émission.

## Audiences
| Jour et horaire de diffusion           | Nb. de téléspectateurs | Parts de marché sur les 4 ans et plus | Classement des audiences de la soirée | Références |
| -------------------------------------- | ---------------------- | ------------------------------------- | ------------------------------------- | ---------- |
| Vendredi 8 février 2013 20:50 - 23:00  | 6 211 000              | 26,6 %                                | 1er                                   | [ 15 ]     |
| Vendredi 15 février 2013 20:50 - 23:00 | 5 087 000              | 21,1 %                                | 2e                                    | [ 15 ]     |
| Vendredi 22 février 2013 20:50 - 23:00 | 4 770 000              | 20,1%                                 | 1er                                   | [ 16 ]     |

Légende
- plus hauts scores d'audiences
- plus bas scores d'audiences

| Légende : Saison 1 |

| Saison | Saison | Jour     | Épisode | Lancement      | Lancement                           | Lancement                             | Finale          | Finale                              | Finale                                | Moyenne                        | Moyenne                               |
| Saison | Saison | Jour     | Épisode | Date           | Audience du lancement (en millions) | Parts de marché sur les 4 ans et plus | Date            | Audience de la finale (en millions) | Parts de marché sur les 4 ans et plus | Audience moyenne (en millions) | Parts de marché sur les 4 ans et plus |
| ------ | ------ | -------- | ------- | -------------- | ----------------------------------- | ------------------------------------- | --------------- | ----------------------------------- | ------------------------------------- | ------------------------------ | ------------------------------------- |
|        | 1      | Vendredi | 3       | 8 février 2013 | 6 211 000                           | 26,6 %                                | 22 février 2013 | 4 770 000                           | 20,1 %                                | 5 356 000                      | 22,6 %                                |

## Autour de l'émission
Lors de l'émission Les Anges de la téléréalité : Le Mag, Benoît Dubois, gagnant de Secret Story 4, déclare que la production de Splash : le grand plongeon lui avait proposé entre 10 000 et 15 000 € pour participer à l'émission mais il a refusé. Nous pouvons donc deviner la tranche de salaire des participants.
L'émission avait été également proposée à Virginie Efira, qui s'en est amusée sur l'émission Touche pas à mon poste.

## Critiques
L'émission est critiquée par de nombreux médias. Touche pas à mon poste ! considère que l'émission est « vide » et « une énorme bouse », L'Express donne 5 bonnes raisons de ne pas regarder l'émission, tandis que Libération qualifie l'émission de « bouse subaquatique » et « honteuse ». Des personnalités de la télévision ont également donné leur avis, telles Patrick Poivre d'Arvor, Laurence Ferrari ou Mireille Dumas.
Par ailleurs, un des entraîneurs de l'émission, Alexis Coquet, considère que le temps de préparation de l'émission a été trop accéléré (car M6 envisageait de faire une émission semblable), au prix d'importants risques pour la sécurité des candidats.